# Lisa Lu
Lisa Lu Yan, nata Lu Pingxiang 盧萍香 (cinese tradizionale: 盧燕; cinese semplificato: 卢燕; pinyin: Lú Yàn; Pechino, 19 gennaio 1927), è un'attrice cinese.

## Biografia
Nata a Pechino, Lisa Lu iniziò durante l'adolescenza a recitare nell'opera cinese, o Kūnqǔ, prima di emigrare negli Stati Uniti dove, a partire dagli anni cinquanta, godette di una longeva carriera anche nella televisione statunitense, sebbene molti dei suoi ruoli fossero estremamente stereotipati. Durante la stagione televisiva 1958-1959 interpretò il ruolo ricorrente di Miss Mandarin nella serie televisiva cult di genere western Yancy Derringer, ambientata nella New Orleans del 1868. Miss Mandarin, vecchia fiamma di Yancy (Jock Mahoney) e poi sua grande amica, è proprietaria del Sazarack Restaurant, il locale preferito dal protagonista. Nel 1961 ottenne un nuovo ruolo ricorrente in un'altra serie televisiva western, Have Gun - Will Travel, nella quale interpretò Hey Girl. In seguito, fece numerose altre apparizioni in televisione, soprattutto in ruoli di supporto o come ospite nelle serie Bonanza, La grande vallata, The Richard Boone Show, Il virginiano, Hawaiian Eye e Organizzazione U.N.C.L.E..
Dagli anni settanta la carriera della Lu ebbe impulso anche sul grande schermo, a partire da ruoli di supporto in film quali Generazione Proteus o Saint Jack di Peter Bogdanovich. Durante questo decennio, l'attrice vinse anche tre premi come "Miglior Attrice" agli asiatici Golden Horse Awards, grazie ai ruoli nei film cinesi The Arch, The Empress Dowager e The 14 Amazons. Durante gli ultimi decenni della sua carriera, ha alternato produzioni televisive e cinematografiche, imponendosi all'attenzione del pubblico internazionale soprattutto per i ruoli interpretati negli acclamati L'ultimo imperatore (1987) e Il circolo della fortuna e della felicità (1993). Oltre alla carriera come attrice teatrale, televisiva e cinematografica, Lisa Lu ha svolto alcuni ruoli come narratrice ed ha prodotto documentari.

## Filmografia parziale

### Cinema
- Tempeste sulla Cina (The Mountain Road), regia di Daniel Mann (1960)
- I due volti della vendetta (One-Eyed Jacks), regia di Marlon Brando (1961)
- Una pallottola alla schiena (Rider on a Dead Horse), regia di Herbert L. Strock (1962)
- Womanhunt, regia di Maury Dexter (1962)
- Le 14 amazzoni (Shi si nu ying hao), regia di Kng Cheng (1972)
- Il manichino assassino (Terror in the Wax Museum), regia di Georg Fenady (1973)
- Generazione Proteus (Demon Seed), regia di Donald Cammell (1977)
- Saint Jack, regia di Peter Bogdanovich (1979)
- Hammett - Indagine a Chinatown (Hammett), regia di Wim Wenders (1982)
- L'ultimo imperatore (The Last Emperor), regia di Bernardo Bertolucci (1987)
- Le tentazioni di un monaco (You Seng), regia di Clara Law (1993)
- Il circolo della fortuna e della felicità (The Joy Luck Club), regia di Wayne Wang (1993)
- Inviati molto speciali (I Love Trouble), regia di Charles Shyer (1994)
- Blindness, regia di Anna Chi (1998)
- Lussuria - Seduzione e tradimento (Lust, Caution), regia di Ang Lee (2007)
- Dim Sum Funeral, regia di Anna Chi (2008)
- 2012, regia di Roland Emmerich (2009)
- Somewhere, regia di Sofia Coppola (2010)
- Crazy & Rich (Crazy Rich Asians), regia di Jon M. Chu (2018)

### Televisione
- Yancy Derringer – serie TV, episodi 1x04-1x12-1x32 (1958-1959)
- Have Gun - Will Travel – serie TV, 21 episodi (1958-1961)
- Cimarron City – serie TV, episodio 1x24 (1959)
- Tightrope – serie TV, episodio 1x28 (1960)
- Ispettore Dante (Dante) – serie TV, episodio 1x05 (1960)
- Hong Kong – serie TV, episodio 1x09 (1960)
- Hawaiian Eye – serie TV, episodi 1x30-2x05-2x34-4x16 (1960-1963)
- Scacco matto (Checkmate) – serie TV, episodio 1x14 (1961)
- The Dick Powell Show – serie TV, episodio 1x11 (1961)
- Il ragazzo di Hong Kong (Kentucky Jones) – serie TV, episodio 1x25 (1965)
- Tre nipoti e un maggiordomo (Family Affair) – serie TV, episodio 2x18 (1968)
- Morte e altri dettagli (Death and Other Details) – serie TV, 9 episodi (2024)

## Doppiatrici italiane
Nelle versioni in italiano delle opere in cui ha recitato, Lisa Lu è stata doppiata da: 
- Maria Fiore in Inviati molto speciali
- Graziella Polesinanti in Morte e altri dettagli